# Psectrocladius fusiformis
Psectrocladius fusiformis är en tvåvingeart som beskrevs av Jean-Jacques Kieffer 1929. Psectrocladius fusiformis ingår i släktet Psectrocladius och familjen fjädermyggor. Inga underarter finns listade i Catalogue of Life.